# 13e législature du Canada

La distribution initiale des sièges lors de la 13e législature du Canada

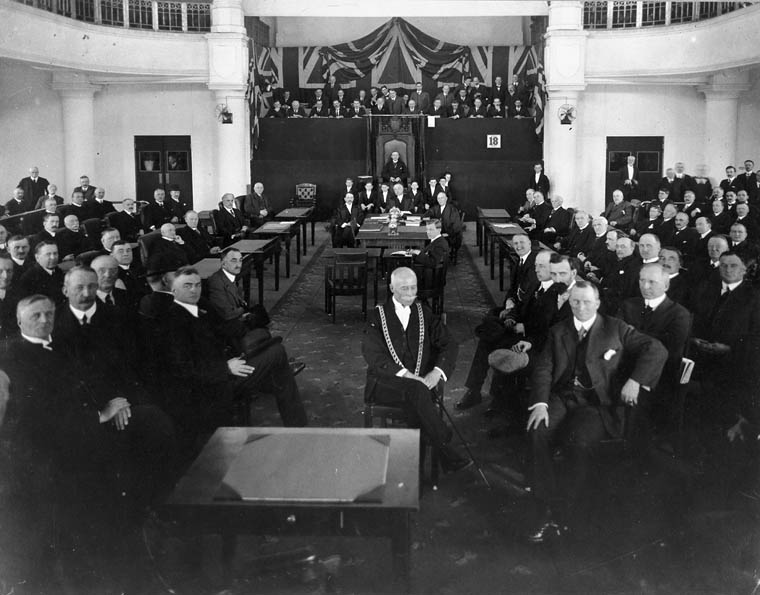
Première session de la 13e législature, tenue dans le Musée du mémorial de Victoria d'Ottawa.

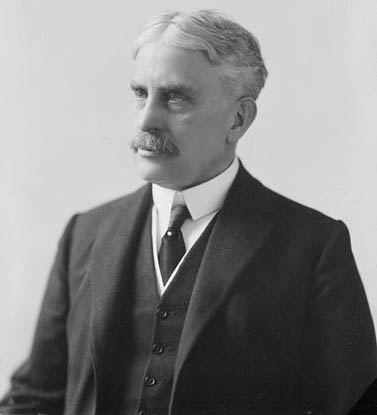
Sir Robert Borden fut premier ministre durant la majeure partie de la 13e législature.

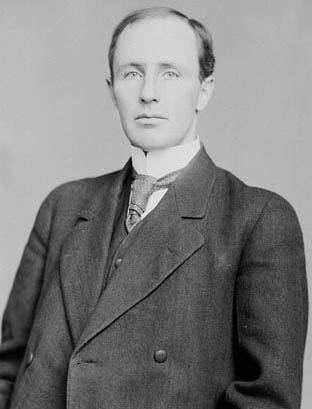
Arthur Meighen fut premier ministre durant la fin de la 13e législature

La 13e législature du Canada fut en session du 18 mars 1918 au 4 octobre 1921. Sa composition fut déterminée par les élections de 1917 et fut légèrement modifiée par des démissions et des élections partielles tenues avant les élections de 1921.
Cette législature fut contrôlée par une majorité parlementaire détenue par le Parti unioniste et dirigé par Robert Borden jusqu'au 10 juillet 1920 et ensuite par Arthur Meighen. L'Opposition officielle fut détenue par le Parti libéral initialement dirigé par Wilfrid Laurier et ensuite par Daniel Duncan McKenzie et par William Lyon Mackenzie King.  
Le Président fut Edgar Nelson Rhodes.
Voici les 5 sessions parlementaires de la 13e législature. Cette dernière fut ouverte par Son Altesse Royale Édouard, Prince de Galles (futur Édouard VIII):
| Session | Début              | Fin              |
| ------- | ------------------ | ---------------- |
| 1re     | 18 mars 1918       | 24 mai 1918      |
| 2e      | 20 février 1919    | 7 juillet 1919   |
| 3e      | 1er septembre 1919 | 10 novembre 1919 |
| 4e      | 26 février 1920    | 1er juillet 1920 |
| 5e      | 14 février 1921    | 4 juin 1921      |

## Liste des députés
Les circonscriptions marquées d'un astérisque (*) indiquent qu'elles sont représentées par deux députés.

### Alberta
| Circonscription | Circonscription | Nom                                            | Parti               |
| --------------- | --------------- | ---------------------------------------------- | ------------------- |
| Battle River    |                 | William John Blair                             | Unioniste           |
| Bow River       |                 | Howard Hadden Halladay                         | Unioniste           |
| Calgary-Ouest   |                 | Thomas Tweedie                                 | Unioniste           |
| Calgary-East    |                 | Daniel Lee Redman                              | Unioniste           |
| Edmonton-Est    |                 | Henry Arthur Mackie                            | Unioniste           |
| Edmonton-Ouest  |                 | William Antrobus Griesbach                     | Unioniste           |
| Lethbridge      |                 | William Ashbury Buchanan                       | Unioniste           |
| Macleod         |                 | Hugh Murray Shaw                               | Unioniste           |
| Medicine Hat    |                 | Arthur Lewis Sifton (décès le 21 janvier 1921) | Unioniste           |
| Medicine Hat    |                 | Robert Gardiner (élection partielle en 1921)   | Progressiste        |
| Red Deer        |                 | Michael Clark                                  | Unioniste           |
| Strathcona      |                 | James McCrie Douglas                           | Unioniste           |
| Victoria        |                 | William Henry White                            | Libéraux de Laurier |

### Colombie-Britannique
| Circonscription           | Circonscription | Nom                                                   | Parti        |
| ------------------------- | --------------- | ----------------------------------------------------- | ------------ |
| Burrard                   |                 | Sanford Johnston Crowe                                | Unioniste    |
| Cariboo                   |                 | Frederick John Fulton                                 | Unioniste    |
| Comox—Alberni             |                 | Herbert Sylvester Clements                            | Unioniste    |
| Kootenay-Est              |                 | Saul Bonnell                                          | Unioniste    |
| Kootenay-Ouest            |                 | Robert Francis Green                                  | Unioniste    |
| Nanaimo                   |                 | John Charles McIntosh                                 | Unioniste    |
| New Westminster           |                 | William Garland McQuarrie                             | Unioniste    |
| Skeena                    |                 | Cyrus Wesley Peck                                     | Unioniste    |
| Vancouver-Centre          |                 | Henry Herbert Stevens                                 | Unioniste    |
| Vancouver-Sud             |                 | Richard Clive Cooper                                  | Unioniste    |
| Victoria (Cité de)        |                 | Simon Fraser Tolmie (au 8 février 1919)               | Unioniste    |
| Victoria (Cité de)        |                 | Simon Fraser Tolmie (élection partielle en 1919)      | Unioniste    |
| Westminster (District de) |                 | Frank Bainard Stacey                                  | Unioniste    |
| Yale                      |                 | Martin Burrell                                        | Unioniste    |
| Yale                      |                 | John Armstrong Mackelvie (élection partielle en 1920) | Conservateur |

### Île-du-Prince-Édouard
| Circonscription | Circonscription | Nom                                                      | Parti               |
| --------------- | --------------- | -------------------------------------------------------- | ------------------- |
| King's          |                 | James McIsaac                                            | Unioniste           |
| Prince          |                 | Joseph Read (décès le 6 avril 1919)                      | Libéraux de Laurier |
| Prince          |                 | William Lyon Mackenzie King (élection partielle en 1919) | Libéral             |
| Queen's*        |                 | Donald Nicholson                                         | Unioniste           |
| Queen's*        |                 | John Ewen Sinclair                                       | Libéraux de Laurier |

### Manitoba
| Circonscription    | Circonscription | Nom                     | Parti               |
| ------------------ | --------------- | ----------------------- | ------------------- |
| Brandon            |                 | Howard Primrose Whidden | Unioniste           |
| Dauphin            |                 | Robert Cruise           | Unioniste           |
| Lisgar             |                 | Ferris Bolton           | Unioniste           |
| Macdonald          |                 | Richard Coe Henders     | Unioniste           |
| Marquette          |                 | Thomas Alexander Crerar | Unioniste           |
| Neepawa            |                 | Fred Langdon Davis      | Unioniste           |
| Nelson             |                 | John Archibald Campbell | Unioniste           |
| Portage la Prairie |                 | Arthur Meighen          | Unioniste           |
| Provencher         |                 | John Patrick Molloy     | Libéraux de Laurier |
| Selkirk            |                 | Thomas Hay              | Unioniste           |
| Souris             |                 | Albert Ernest Finley    | Unioniste           |
| Springfield        |                 | Robert Lorne Richardson | Unioniste           |
| Winnipeg-Centre    |                 | George William Andrews  | Unioniste           |
| Winnipeg-Nord      |                 | Matthew Robert Blake    | Unioniste           |
| Winnipeg-Sud       |                 | George William Allan    | Unioniste           |

### Nouveau-Brunswick
| Circonscription       | Circonscription | Nom                                                | Parti               |
| --------------------- | --------------- | -------------------------------------------------- | ------------------- |
| Charlotte             |                 | Thomas Aaron Hartt                                 | Unioniste           |
| Gloucester            |                 | Onésiphore Turgeon                                 | Libéraux de Laurier |
| Kent                  |                 | Auguste Léger                                      | Libéraux de Laurier |
| Northumberland        |                 | William Stewart Loggie                             | Unioniste           |
| Restigouche—Madawaska |                 | Pius Michaud                                       | Libéraux de Laurier |
| Royal                 |                 | Hugh Havelock McLean                               | Unioniste           |
| Saint-Jean—Albert*    |                 | Stanley Edward Elkin                               | Unioniste           |
| Saint-Jean—Albert*    |                 | Rupert Wilson Wigmore                              | Unioniste           |
| Saint-Jean—Albert*    |                 | Rupert Wilson Wigmore (élection partielle en 1920) | Conservateur        |
| Victoria—Carleton     |                 | Frank Broadstreet Carvell                          | Unioniste           |
| Victoria—Carleton     |                 | Thomas Wakem Caldwell (élection partielle en 1919) | United Farmers      |
| Westmorland           |                 | Arthur Bliss Copp                                  | Libéraux de Laurier |
| York—Sunbury          |                 | Harry Fulton McLeod                                | Unioniste           |
| York—Sunbury          |                 | Richard Burpee Hanson (élection partielle en 1921) | Conservateur        |

### Nouvelle-Écosse
| Circonscription             | Circonscription | Nom                                                    | Parti                |
| --------------------------- | --------------- | ------------------------------------------------------ | -------------------- |
| Antigonish—Guysborough      |                 | John Howard Sinclair                                   | Libéraux de Laurieur |
| Cap-Breton-Nord et Victoria |                 | Daniel Duncan McKenzie                                 | Libéraux de Laurieur |
| Cap-Breton-Sud et Richmond* |                 | Robert Hamilton Butts                                  | Unioniste            |
| Cap-Breton-Sud et Richmond* |                 | John Carey Douglas                                     | Unioniste            |
| Colchester                  |                 | Fleming Blanchard McCurdy (au 13 juillet 1920)         | Unioniste            |
| Colchester                  |                 | Fleming Blanchard McCurdy (élection partielle en 1920) | Libéral nationaliste |
| Cumberland                  |                 | Edgar Nelson Rhodes                                    | Unioniste            |
| Digby et Annapolis          |                 | Avard Longley Davidson                                 | Unioniste            |
| Halifax*                    |                 | Alexander Kenneth Maclean                              | Unioniste            |
| Halifax*                    |                 | Peter Francis Martin                                   | Unioniste            |
| Hants                       |                 | Hadley Brown Tremain                                   | Unioniste            |
| Inverness                   |                 | Alexander William Chisholm                             | Libéraux de Laurieur |
| Kings                       |                 | Robert Laird Borden                                    | Unioniste            |
| Lunenburg                   |                 | William Duff                                           | Libéraux de Laurieur |
| Pictou                      |                 | Alexander McGregor                                     | Unioniste            |
| Shelburne et Queen's        |                 | William Stevens Fielding                               | Unioniste            |
| Yarmouth et Clare           |                 | Edgar Keith Spinney                                    | Unioniste            |

### Ontario
| Circonscription             | Circonscription | Nom                                                   | Parti                                  |
| --------------------------- | --------------- | ----------------------------------------------------- | -------------------------------------- |
| Algoma-Est                  |                 | George Brecken Nicholson                              | Unioniste                              |
| Algoma-Ouest                |                 | Thomas Edward Simpson                                 | Unioniste                              |
| Brantford                   |                 | William Foster Cockshutt                              | Unioniste                              |
| Brant                       |                 | John Harold                                           | Unioniste                              |
| Bruce-Nord                  |                 | Hugh Clark                                            | Unioniste                              |
| Bruce-Sud                   |                 | Reuben Eldridge Truax                                 | Libéraux de Laurier                    |
| Carleton                    |                 | George Boyce                                          | Unioniste                              |
| Dufferin                    |                 | John Best                                             | Unioniste                              |
| Dundas                      |                 | Orren D. Casselman                                    | Unioniste                              |
| Durham                      |                 | Newton Wesley Rowell                                  | Unioniste                              |
| Elgin-Est                   |                 | David Marshall (décès le 14 février 1920)             | Unioniste                              |
| Elgin-Est                   |                 | Sydney Smith McDermand (élection partielle en 1920)   | United Farmers of Ontario              |
| Elgin-Ouest                 |                 | Thomas Wilson Crothers                                | Unioniste                              |
| Essex-Nord                  |                 | William Costello Kennedy                              | Libéraux de Laurier                    |
| Essex-Sud                   |                 | John Wesley Brien                                     | Unioniste                              |
| Fort-William et Rainy-River |                 | Robert James Manion                                   | Unioniste                              |
| Frontenac                   |                 | John Wesley Edwards                                   | Unioniste                              |
| Glengarry et Stormont       |                 | John McMartin (décès le 12 avril 1918)                | Unioniste                              |
| Glengarry et Stormont       |                 | John Wilfred Kennedy (élection partielle en 1919)     | United Farmers of Ontario-Travailliste |
| Grenville                   |                 | John Dowsley Reid                                     | Unioniste                              |
| Grey-Nord                   |                 | William Sora Middlebro                                | Unioniste                              |
| Grey-Sud-Est                |                 | Robert James Ball                                     | Unioniste                              |
| Haldimand                   |                 | Francis Ramsey Lalor                                  | Unioniste                              |
| Halton                      |                 | Robert King Anderson                                  | Unioniste                              |
| Hamilton-Est                |                 | Sydney Chilton Mewburn                                | Unioniste                              |
| Hamilton-Ouest              |                 | Thomas Joseph Stewart                                 | Unioniste                              |
| Hastings-Est                |                 | Thomas Henry Thompson                                 | Unioniste                              |
| Hastings-Ouest              |                 | Edward Guss Porter                                    | Unioniste                              |
| Huron-Nord                  |                 | James Bowman                                          | Unioniste                              |
| Huron-Sud                   |                 | Jonathan Joseph Merner                                | Unioniste                              |
| Kent                        |                 | Archibald Blake McCoig                                | Libéraux de Laurier                    |
| Kingston                    |                 | William Folger Nickle (démissionne le 7 juillet 1919) | Unioniste                              |
| Kingston                    |                 | Henry Lumley Drayton (élection partielle en 1919)     | Conservateur                           |
| Lambton-Est                 |                 | Joseph Elijah Armstrong                               | Unioniste                              |
| Lambton-Ouest               |                 | Frederick Forsyth Pardee                              | Unioniste                              |
| Lanark                      |                 | Adelbert Edward Hanna (décès le 27 février 1918)      | Unioniste                              |
| Lanark                      |                 | John Alexander Stewart (élection partielle en 1918)   | Unioniste                              |
| Leeds                       |                 | William Thomas White                                  | Unioniste                              |
| Lennox et Addington         |                 | William James Paul                                    | Unioniste                              |
| Lincoln                     |                 | James Dew Chaplin                                     | Unioniste                              |
| London                      |                 | Hume Blake Cronyn                                     | Unioniste                              |
| Middlesex-Est               |                 | Samuel Francis Glass                                  | Unioniste                              |
| Middlesex-Ouest             |                 | Duncan Campbell Ross                                  | Libéraux de Laurier                    |
| Muskoka                     |                 | Peter McGibbon                                        | Unioniste                              |
| Nipissing                   |                 | Charles Robert Harrison                               | Unioniste                              |
| Norfolk                     |                 | William Andrew Charlton                               | Unioniste                              |
| Northumberland              |                 | Charles Arthur Munson                                 | Unioniste                              |
| Ontario-Nord                |                 | Samuel Simpson Sharpe (décédé en fonction)            | Unioniste                              |
| Ontario-Nord                |                 | Robert Henry Halbert (élection partielle en 1919)     | Indépendant                            |
| Ontario-Sud                 |                 | William Smith                                         | Unioniste                              |
| Ottawa (Cité d')*           |                 | John Léo Chabot                                       | Unioniste                              |
| Ottawa (Cité d')*           |                 | Alfred Ernest Fripp                                   | Unioniste                              |
| Oxford-Nord                 |                 | Edward Walter Nesbitt                                 | Unioniste                              |
| Oxford-Sud                  |                 | Donald Sutherland                                     | Unioniste                              |
| Parkdale                    |                 | Herbert Macdonald Mowat                               | Unioniste                              |
| Parry Sound                 |                 | James Arthurs                                         | Unioniste                              |
| Peel                        |                 | Samuel Charters                                       | Unioniste                              |
| Perth-Nord                  |                 | Hugh Boulton Morphy                                   | Unioniste                              |
| Perth-Sud                   |                 | Michael Steele                                        | Unioniste                              |
| Peterborough-Est            |                 | John Albert Sexsmith                                  | Unioniste                              |
| Peterborough-Ouest          |                 | John Hampden Burnham (démission)                      | Unioniste                              |
| Peterborough-Ouest          |                 | George Newcombe Gordon (élection partielle en 1921)   | Libéral                                |
| Port-Arthur et Kenora       |                 | Francis Henry Keefer                                  | Unioniste                              |
| Prescott                    |                 | Edmond Proulx                                         | Libéraux de Laurier                    |
| Prince Edward               |                 | Bernard Rickart Hepburn                               | Unioniste                              |
| Renfrew-Nord                |                 | Herbert John Mackie                                   | Unioniste                              |
| Renfrew-Sud                 |                 | Isaac Ellis Pedlow                                    | Libéraux de Laurier                    |
| Russell                     |                 | Charles Murphy                                        | Libéraux de Laurier                    |
| Simcoe-Est                  |                 | James Brockett Tudhope                                | Unioniste                              |
| Simcoe-Nord                 |                 | John Allister Currie                                  | Unioniste                              |
| Simcoe-Sud                  |                 | William Alves Boys                                    | Unioniste                              |
| Timiskaming                 |                 | Francis Cochrane (décédé en fonction)                 | Unioniste                              |
| Timiskaming                 |                 | Angus McDonald (élection partielle en 1920)           | Indépendant                            |
| Toronto-Centre              |                 | Edmund James Bristol                                  | Unioniste                              |
| Toronto-Est                 |                 | Albert Edward Kemp                                    | Unioniste                              |
| Toronto-Nord                |                 | George Eulas Foster                                   | Unioniste                              |
| Toronto-Ouest               |                 | Horatio Clarence Hocken                               | Unioniste                              |
| Toronto-Sud                 |                 | Charles Sheard                                        | Unioniste                              |
| Victoria                    |                 | Sam Hughes                                            | Unioniste                              |
| Waterloo-Nord               |                 | William Daum Euler                                    | Libéraux de Laurier                    |
| Waterloo-Sud                |                 | Frank Stewart Scott                                   | Unioniste                              |
| Welland                     |                 | Evan Eugene Fraser                                    | Unioniste                              |
| Wellington-Nord             |                 | William Aurelius Clarke                               | Unioniste                              |
| Wellington-Sud              |                 | Hugh Guthrie                                          | Unioniste                              |
| Wentworth                   |                 | Gordon Crooks Wilson                                  | Unioniste                              |
| York-Est                    |                 | Thomas Foster                                         | Unioniste                              |
| York-Nord                   |                 | John Alexander Macdonald Armstrong                    | Unioniste                              |
| York-Ouest                  |                 | Thomas George Wallace                                 | Unioniste                              |
| York-Sud                    |                 | William Findlay Maclean                               | Unioniste                              |

### Québec
| Circonscription                 | Circonscription | Nom                                                  | Parti               |
| ------------------------------- | --------------- | ---------------------------------------------------- | ------------------- |
| Argenteuil                      |                 | Peter Robert McGibbon                                | Libéraux de Laurier |
| Bagot                           |                 | Joseph Edmond Marcile                                | Libéraux de Laurier |
| Beauce                          |                 | Henri Sévérin Béland                                 | Libéraux de Laurier |
| Beauharnois                     |                 | Louis-Joseph Papineau                                | Libéraux de Laurier |
| Bellechasse                     |                 | Charles-Alphonse Fournier                            | Libéraux de Laurier |
| Berthier                        |                 | Joseph-Charles-Théodore Gervais                      | Libéraux de Laurier |
| Bonaventure                     |                 | Charles Marcil                                       | Libéraux de Laurier |
| Brome                           |                 | Andrew Ross McMaster                                 | Libéraux de Laurier |
| Chambly—Verchères               |                 | Joseph Archambault                                   | Libéraux de Laurier |
| Champlain                       |                 | Arthur Lesieur Desaulniers                           | Libéraux de Laurier |
| Charlevoix—Montmorency          |                 | Pierre-François Casgrain                             | Libéraux de Laurier |
| Chicoutimi—Saguenay             |                 | Edmond Savard                                        | Libéraux de Laurier |
| Châteauguay—Huntingdon          |                 | James Alexander Robb                                 | Libéraux de Laurier |
| Compton                         |                 | Aylmer Byron Hunt                                    | Libéraux de Laurier |
| Dorchester                      |                 | Lucien Cannon                                        | Libéraux de Laurier |
| Drummond—Arthabaska             |                 | Joseph Ovide Brouillard                              | Libéraux de Laurier |
| Gaspé                           |                 | Rodolphe Lemieux                                     | Libéraux de Laurier |
| George-Étienne Cartier          |                 | Samuel William Jacobs                                | Libéraux de Laurier |
| Hochelaga                       |                 | Joseph Edmond Lesage                                 | Libéraux de Laurier |
| Hull                            |                 | Joseph-Éloi Fontaine                                 | Libéraux de Laurier |
| Jacques-artier                  |                 | David Arthur Lafortune                               | Libéraux de Laurier |
| Joliette                        |                 | Jean-Joseph Denis                                    | Libéraux de Laurier |
| Kamouraska                      |                 | Ernest Lapointe (démissionne le 14 octobre 1919)     | Libéraux de Laurier |
| Kamouraska                      |                 | Charles Adolphe Stein (élection partielle en 1920)   | Libéral             |
| Labelle                         |                 | Hyacinthe-Adélard Fortier                            | Libéraux de Laurier |
| Laprairie—Napierville           |                 | Roch Lanctôt                                         | Libéraux de Laurier |
| L'Assomption—Montcalm           |                 | Paul-Arthur Séguin                                   | Libéraux de Laurier |
| Laurier—Outremont               |                 | Pamphile Réal Blaise Nugent Du Tremblay              | Libéraux de Laurier |
| Laval—Deux-Montagnes            |                 | Joseph Arthur Calixte Éthier                         | Libéraux de Laurier |
| Lévis                           |                 | Joseph Boutin Bourassa                               | Libéraux de Laurier |
| L'Islet                         |                 | Joseph-Fernand Fafard                                | Libéraux de Laurier |
| Lotbinière                      |                 | Thomas Vien                                          | Libéraux de Laurier |
| Maisonneuve                     |                 | Rodolphe Lemieux                                     | Libéraux de Laurier |
| Maskinongé                      |                 | Hormidas Mayrand                                     | Libéraux de Laurier |
| Matane                          |                 | François Jean Pelletier                              | Libéraux de Laurier |
| Mégantic                        |                 | Lucien Turcotte Pacaud                               | Libéraux de Laurier |
| Missisquoi                      |                 | William Frederic Kay                                 | Libéraux de Laurier |
| Montmagny                       |                 | Joseph Bruno Aimé Miville Déchêne                    | Libéraux de Laurier |
| Nicolet                         |                 | Arthur Trahan                                        | Libéraux de Laurier |
| Pontiac                         |                 | Frank S. Cahill                                      | Libéraux de Laurier |
| Portneuf                        |                 | Michel-Siméon Delisle                                | Libéraux de Laurier |
| Québec (Comté de)               |                 | Henri-Edgar Lavigueur                                | Libéraux de Laurier |
| Québec-Est                      |                 | Wilfrid Laurier (décès le 17 février 1919)           | Libéraux de Laurier |
| Québec-Est                      |                 | Ernest Lapointe (élection partielle en 1919)         | Libéraux de Laurier |
| Québec-Ouest                    |                 | Georges Parent                                       | Libéraux de Laurier |
| Québec-Sud                      |                 | Charles Gavan Power                                  | Libéraux de Laurier |
| Richelieu                       |                 | Pierre-Joseph-Arthur Cardin                          | Libéraux de Laurier |
| Richmond—Wolfe                  |                 | Edmund William Tobin                                 | Libéraux de Laurier |
| Rimouski                        |                 | Joseph-Émile-Stanislas-Émmanuel D'Anjou              | Libéraux de Laurier |
| Sainte-Anne                     |                 | Charles Joseph Doherty                               | Unioniste           |
| Saint-Antoine                   |                 | Herbert Brown Ames                                   | Unioniste           |
| Saint-Denis                     |                 | Alphonse Verville                                    | Libéraux de Laurier |
| Saint-Hyacinthe—Rouville        |                 | Louis Joseph Gauthier                                | Libéraux de Laurier |
| Saint-Jacques                   |                 | Louis Audet Lapointe (décès le 7 février 1920)       | Libéraux de Laurier |
| Saint-Jacques                   |                 | Fernand Rinfret (élection partielle en 1920)         | Libéral             |
| Saint-Jean—Iberville            |                 | Marie Joseph Demers                                  | Libéraux de Laurier |
| Saint-Laurent—Saint-Georges     |                 | Charles Ballantyne                                   | Unioniste           |
| Sainte-Marie                    |                 | Hermas Deslauriers                                   | Libéraux de Laurier |
| Shefford                        |                 | Georges Henri Boivin                                 | Libéraux de Laurier |
| Sherbrooke (Ville de)           |                 | Francis N. McCrea                                    | Libéraux de Laurier |
| Stanstead                       |                 | Willis Keith Baldwin                                 | Libéraux de Laurier |
| Terrebonne                      |                 | Jules-Édouard Prévost                                | Libéraux de Laurier |
| Trois-Rivières-et-Saint-Maurice |                 | Jacques Bureau                                       | Libéraux de Laurier |
| Témiscouata                     |                 | Charles Arthur Gauvreau                              | Libéraux de Laurier |
| Vaudreuil—Soulanges             |                 | Gustave Benjamin Boyer                               | Libéraux de Laurier |
| Westmount—Saint-Henri           |                 | Joseph Alfred Leduc                                  | Libéraux de Laurier |
| Wright                          |                 | Emmanuel Berchmans Devlin                            | Libéraux de Laurier |
| Yamaska                         |                 | Joseph Ernest Oscar Gladu (décès en 5 décembre 1920) | Libéraux de Laurier |
| Yamaska                         |                 | Aimé Boucher (élection partielle en 1921)            | Libéral             |

### Saskatchewan
| Circonscription  | Circonscription | Nom                                                            | Parti          |
| ---------------- | --------------- | -------------------------------------------------------------- | -------------- |
| Assiniboia       |                 | John Gillanders Turriff (au 23 septembre 1918, nommé au Sénat) | Unioniste      |
| Assiniboia       |                 | Oliver Robert Gould (élection partielle en 1919)               | United Farmers |
| Battleford       |                 | Henry Oswald Wright                                            | Unioniste      |
| Humboldt         |                 | Norman Lang                                                    | Unioniste      |
| Kindersley       |                 | Edward Thomas Wordon Myers                                     | Unioniste      |
| Last Mountain    |                 | John Frederick Johnston                                        | Unioniste      |
| Mackenzie        |                 | John Flaws Reid                                                | Unioniste      |
| Maple Creek      |                 | John Archibald Maharg                                          | Unioniste      |
| Moose Jaw        |                 | James Alexander Calder                                         | Unioniste      |
| North-Battleford |                 | Charles Edwin Long                                             | Unioniste      |
| Prince Albert    |                 | Andrew Knox                                                    | Unioniste      |
| Qu'Appelle       |                 | Levi Thomson                                                   | Unioniste      |
| Regina           |                 | Walter Davy Cowan                                              | Unioniste      |
| Saltcoats        |                 | Thomas MacNutt                                                 | Unioniste      |
| Saskatoon        |                 | James Robert Wilson                                            | Unioniste      |
| Swift Current    |                 | Ira Eugene Argue                                               | Unioniste      |
| Weyburn          |                 | Richard Frederick Thompson                                     | Unioniste      |

### Yukon
| Circonscription | Circonscription | Nom             | Parti     |
| --------------- | --------------- | --------------- | --------- |
| Yukon           |                 | Alfred Thompson | Unioniste |

## Sources
- Site web du Parlement du Canada

- (en) Cet article est partiellement ou en totalité issu de l’article de Wikipédia en anglais intitulé « 13th Canadian Parliament » (voir la liste des auteurs).